# Haval
Haval (en chino simplificado, 哈弗; pinyin, Hāfú, estilizado en mayúsculas) es una marca de automóviles china, propiedad del fabricante Great Wall Motors y especializada en crossovers y SUV. Fue presentada en marzo de 2013.

## Historia

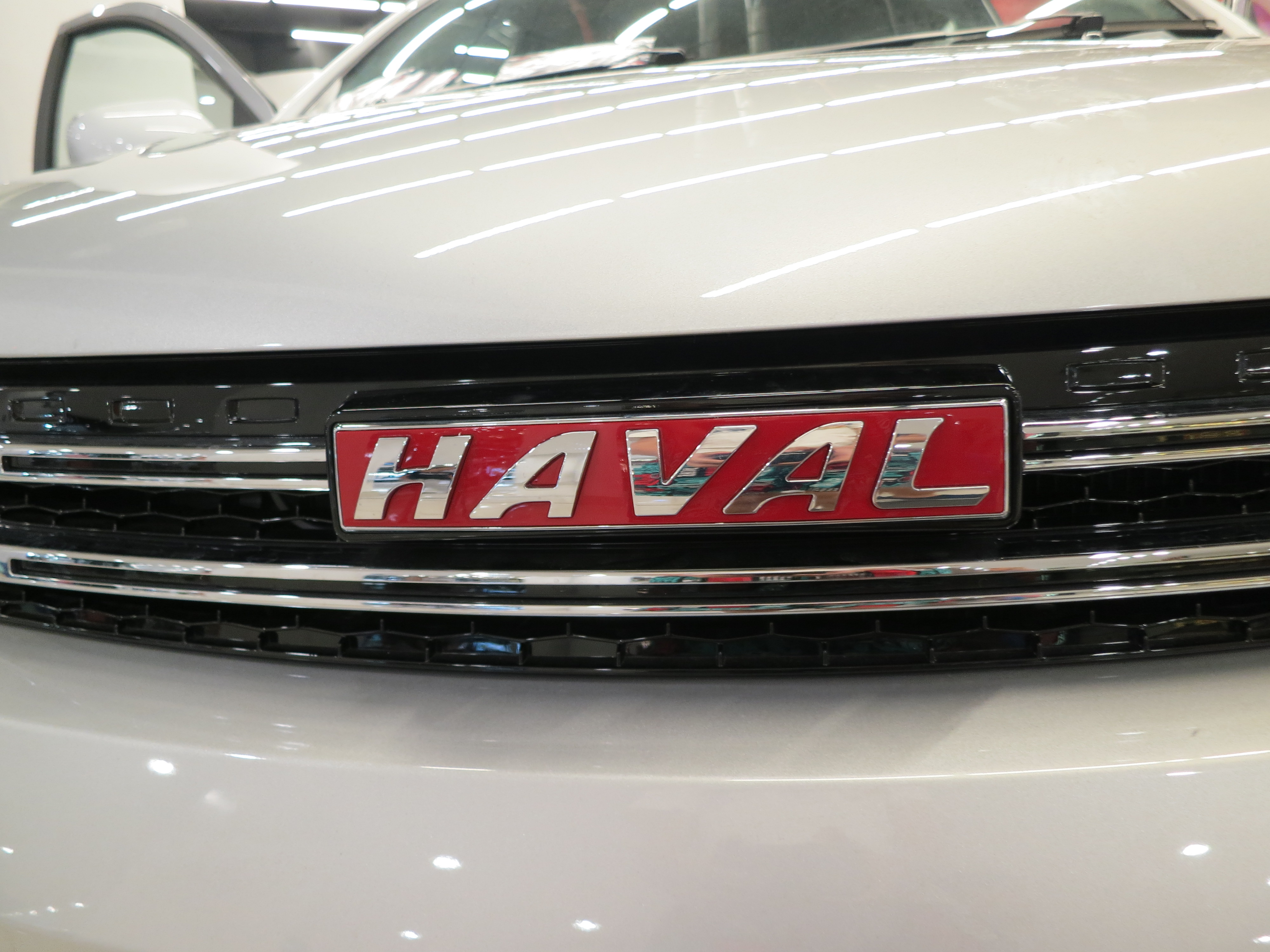
Logotipo anterior, usado de 2013 a 2023 en un Haval H1.

La marca Haval se ha comercializado en Australia, Argentina, Brasil, Bangladesh, Bulgaria, Nueva Zelanda, Rusia, Sudáfrica, Reino Unido, Benin, Túnez, Costa de Marfil, Chile, Paraguay, Ecuador, Egipto, Guatemala, Honduras, Bolivia, Perú, Malasia, Brunei, Arabia Saudita, Zimbabwe, Emiratos Árabes Unidos, Pakistán, Irak, Irán  y otros países.[cita requerida]
El primer país de América del Sur donde llegó Haval fue Paraguay. Desde 2006, Golden Arrow S.A., fue introduciendo cada vez más diseños. Hoy Paraguay tiene mayor variedad de modelos como Haval H6 de 3ra generación, Haval Jolion y Haval H9. En julio de 2023, se lanzaron las opciones ecológicas Haval H6 HEV y Jolion HEV.

## Modelos

### Actuales
- Haval H5 (2010-2020, 2023-presente)
- Haval H6 (2011-presente)
- Haval H9 (2014-presente)
- Haval M6/M6 Plus (2017-presente)
- Haval F7/F7x (2018-presente)
- Haval Big Dog (大狗 Dagou) (2020-presente)
- Haval Jolion (初恋 Primer amor) (2020-presente)
- Haval Chitu (赤兔 Liebre Roja) (2021-presente)
- Haval Shenshou (2021-presente) [3]
- Haval Cool Dog (2022-presente)
- Haval Menglong (2023-presente)
- Haval Xiaolong (2023-presente)
- Haval Xiaolong Max (2023-presente)

## Descontinuados
- Haval H8 (2013-2018)
- Haval M4/H1 (2013-2021)
- Haval H2 (2014-2021)
- Haval H2 (2016-2019)
- Haval H4 (2017-2020)
- Haval F5 (2018-2020)
- Haval H6 Coupé (2015-2021)
- Haval H7 (2015-2021)

## Galería

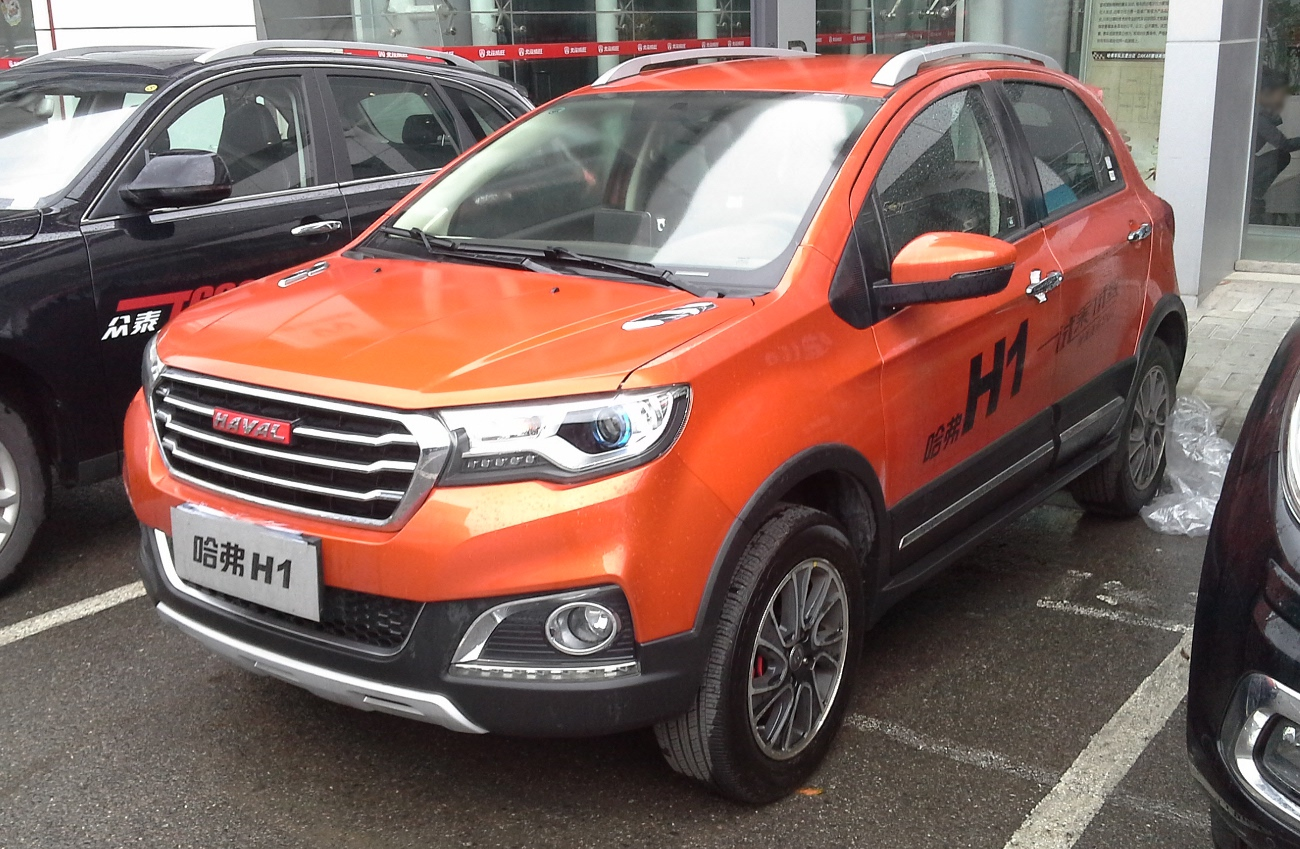
Haval H1
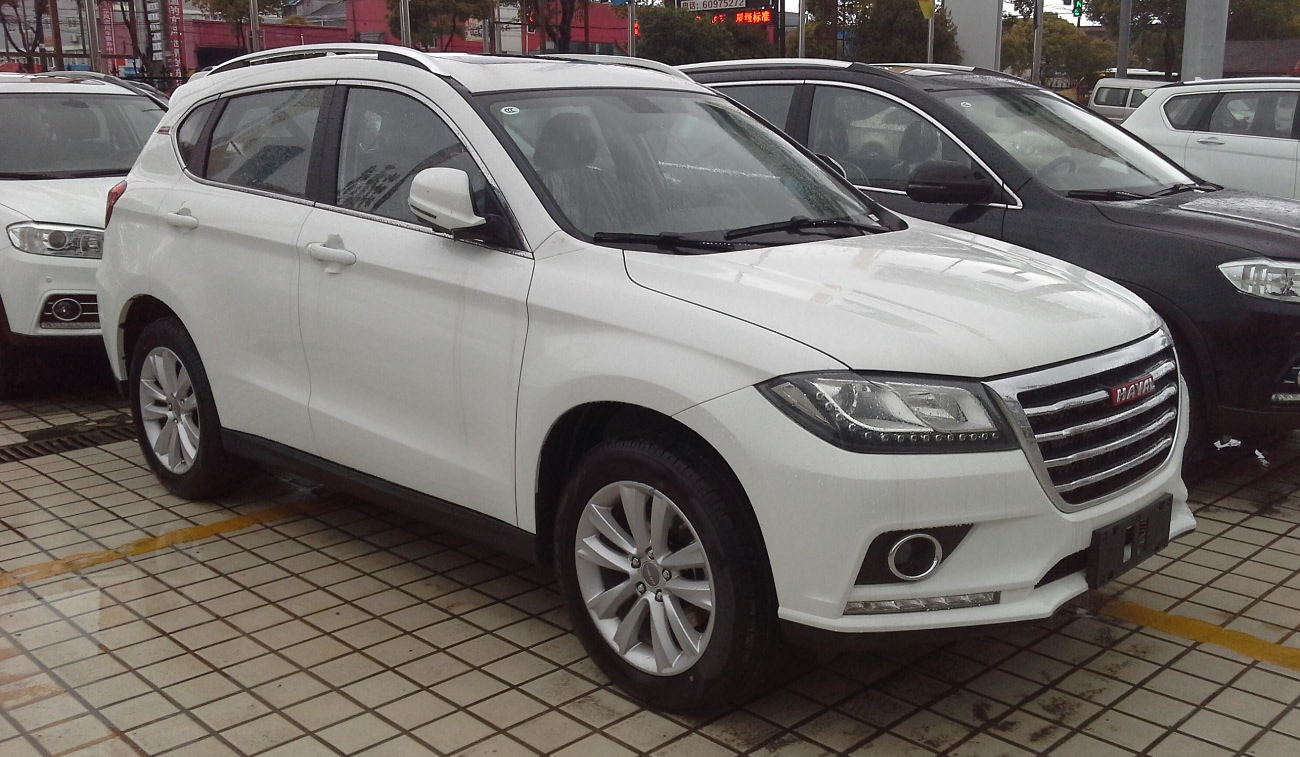
Haval H2
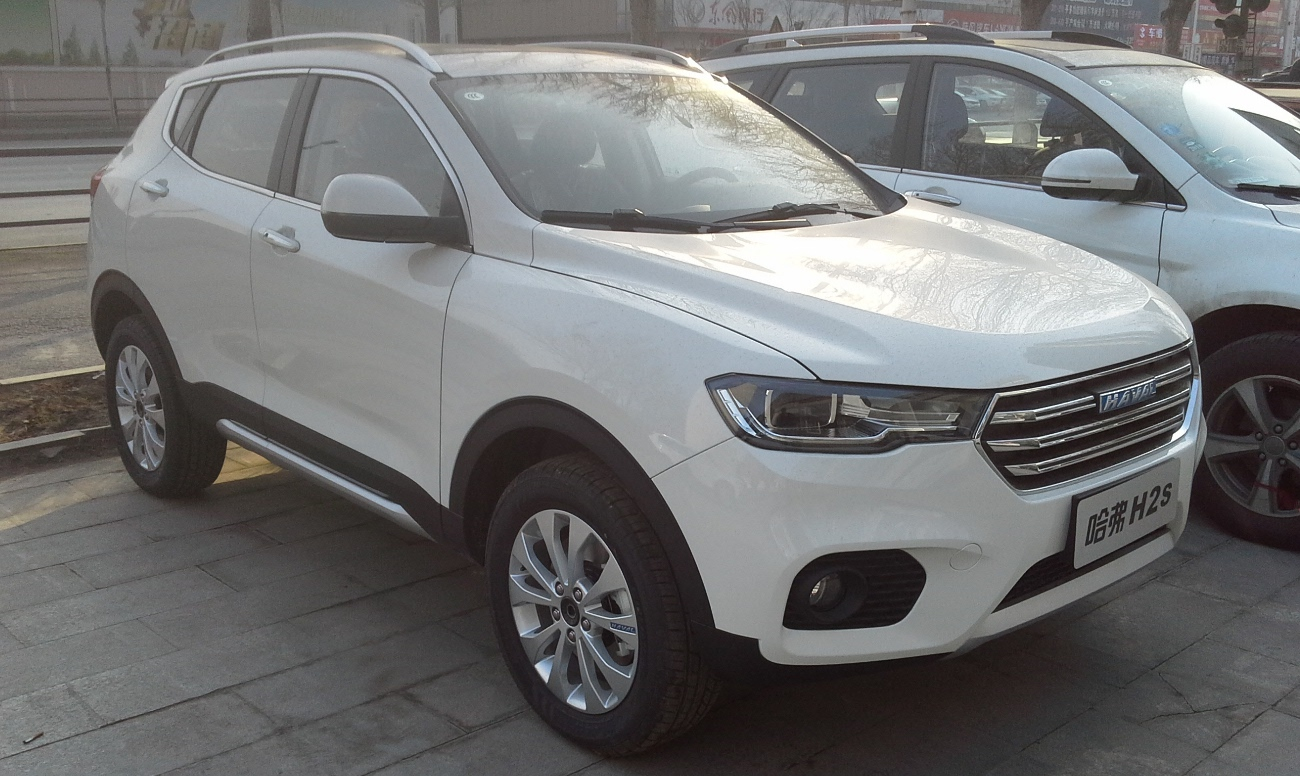
Haval H2s
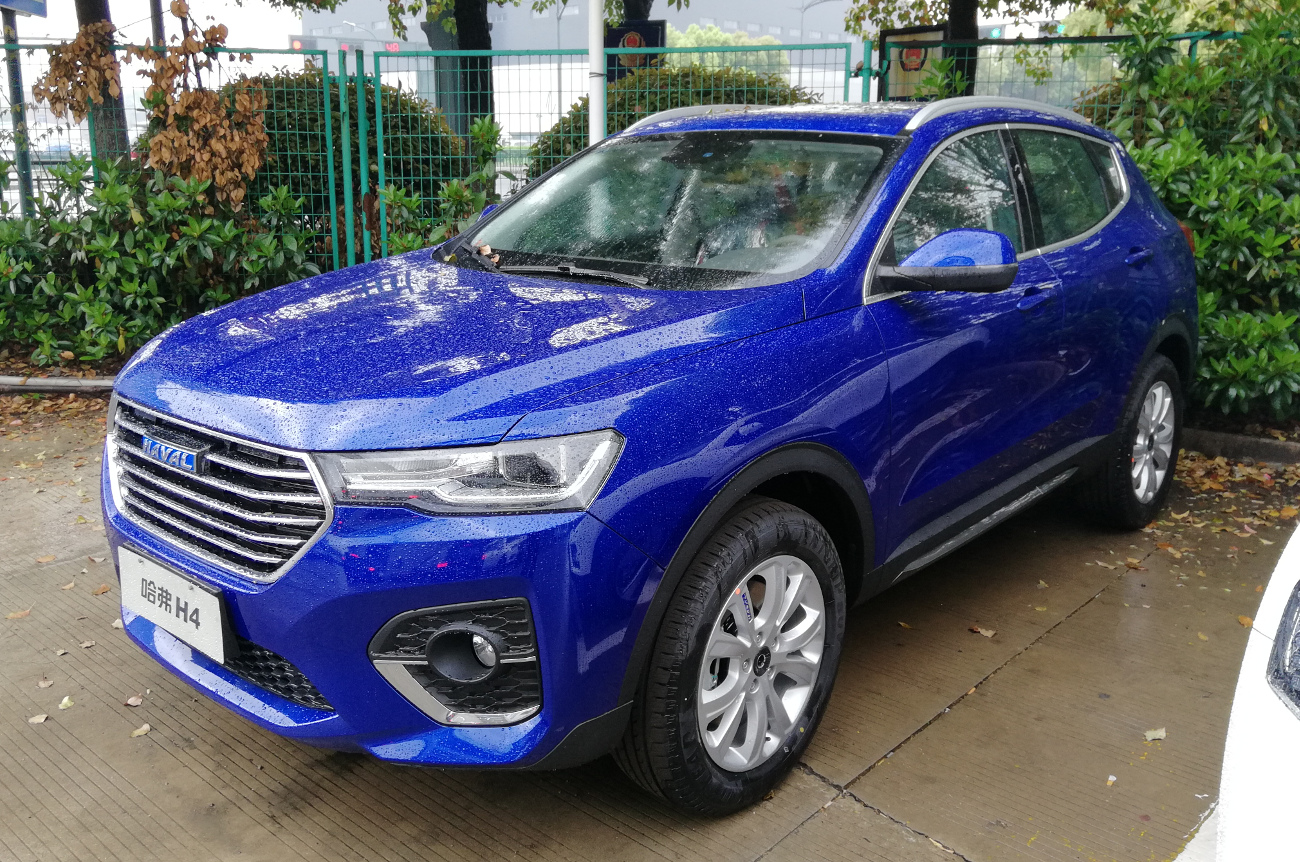
Haval H4
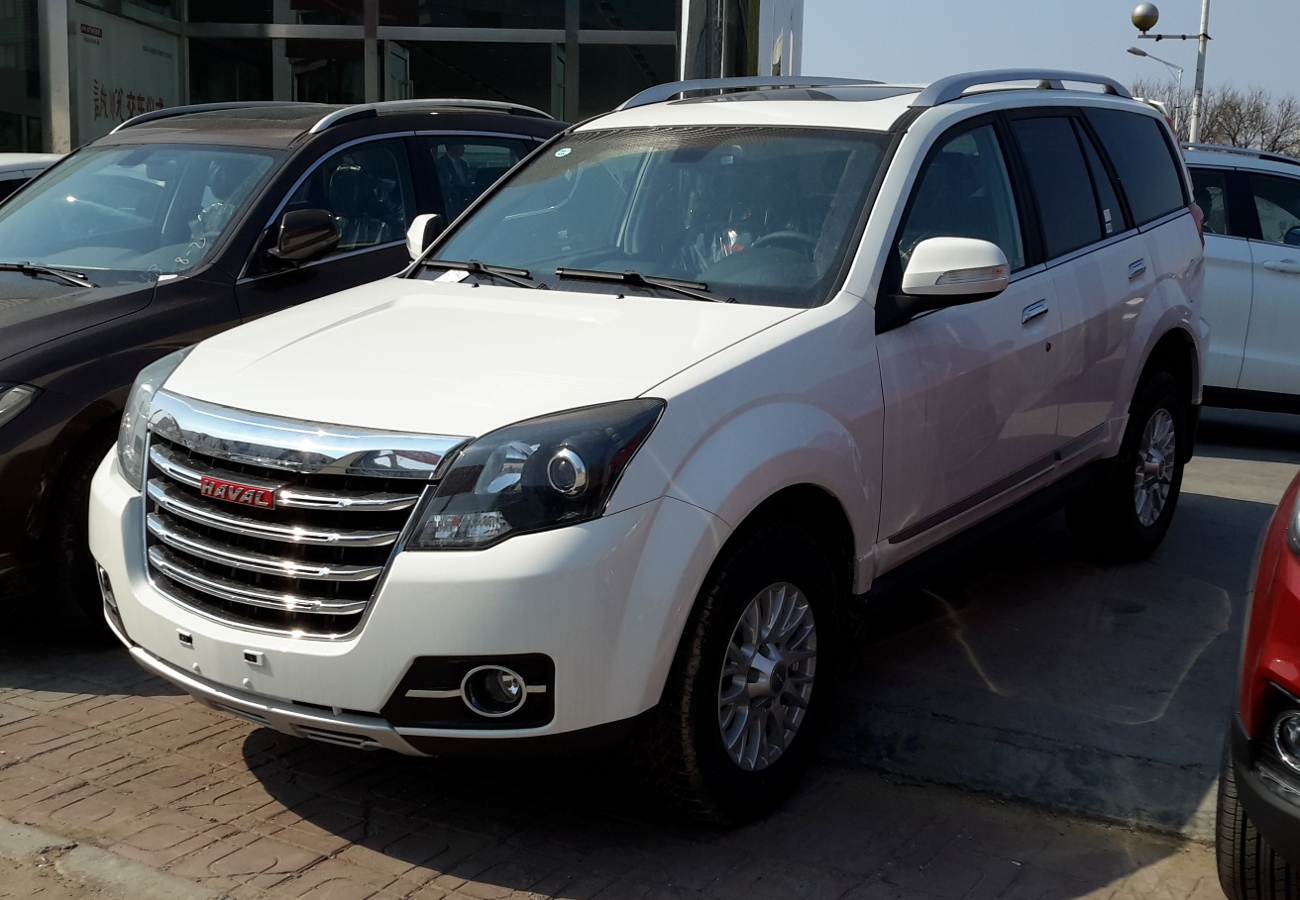
Haval H5
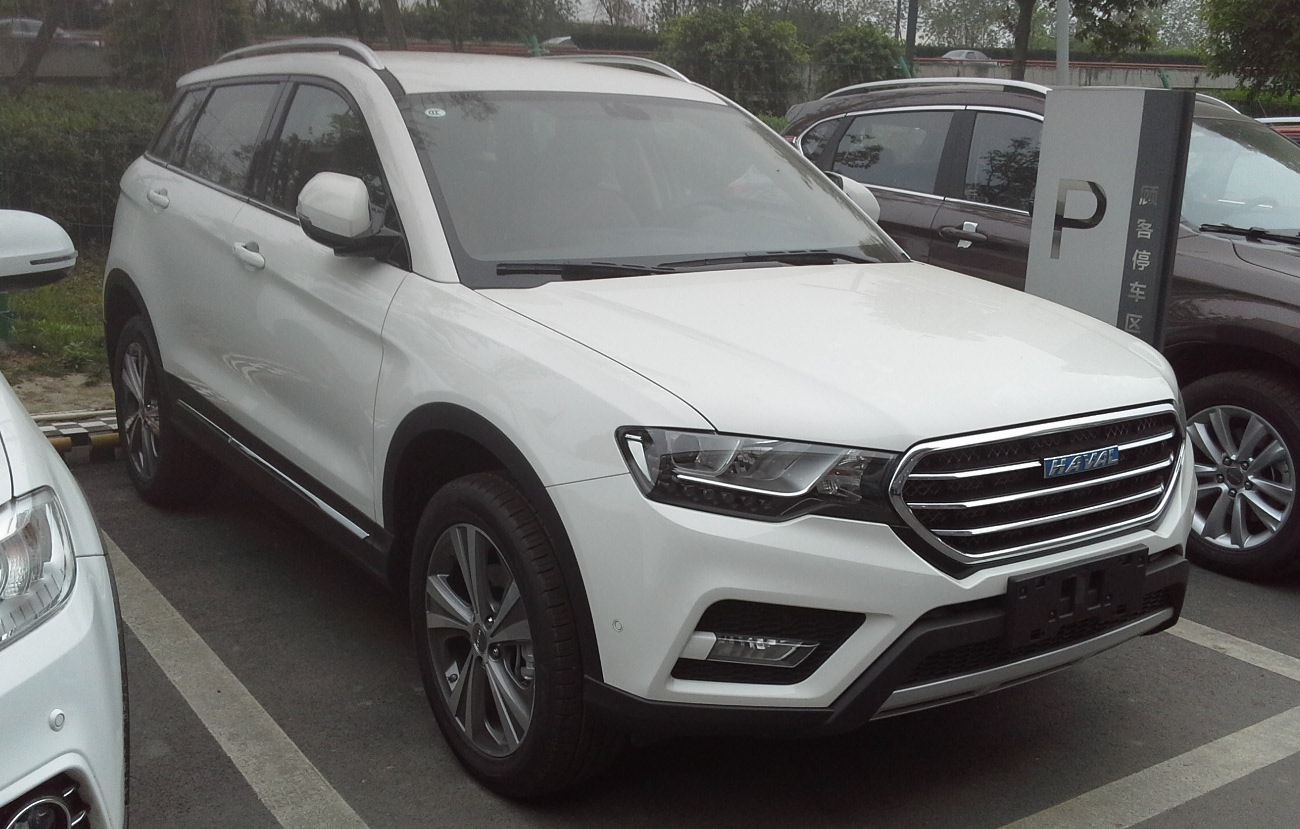
Haval H6 Coupe
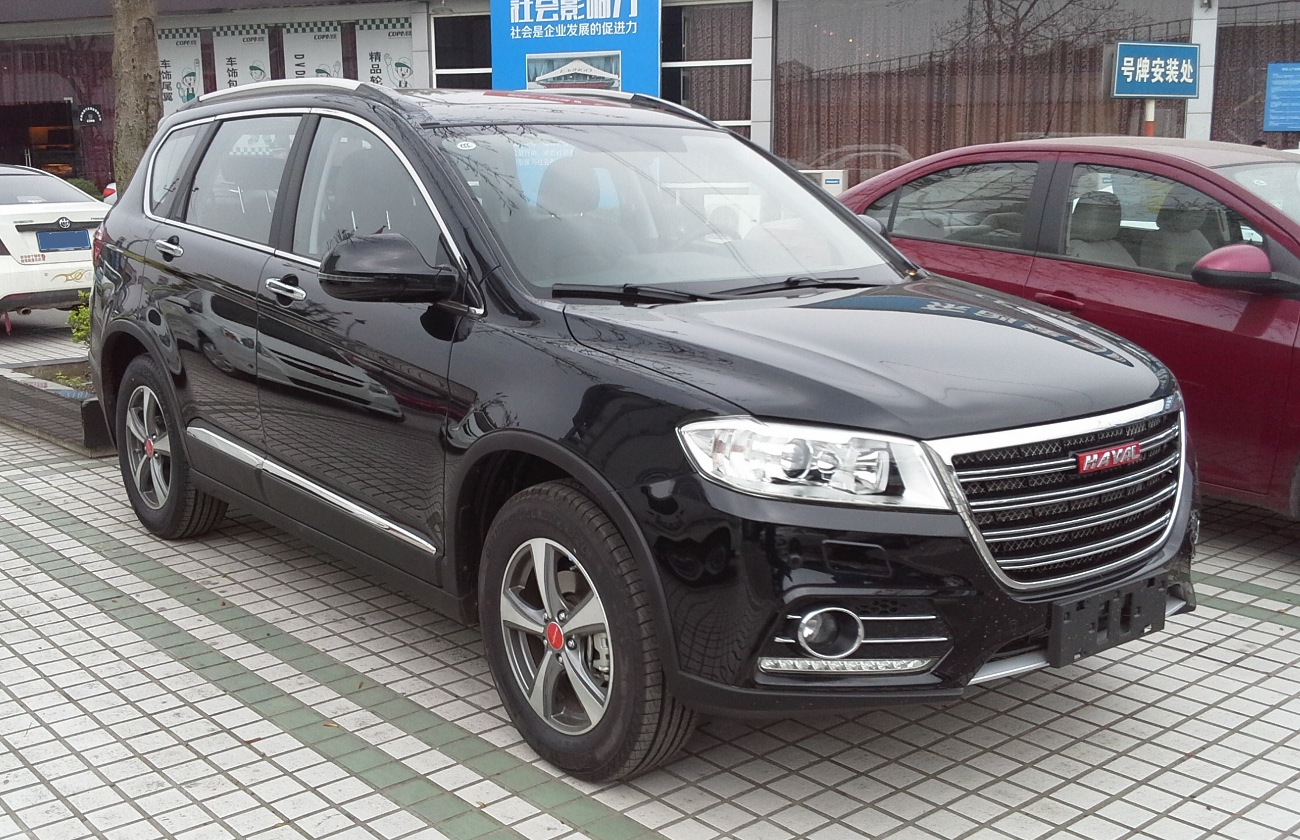
Haval H6 Sport
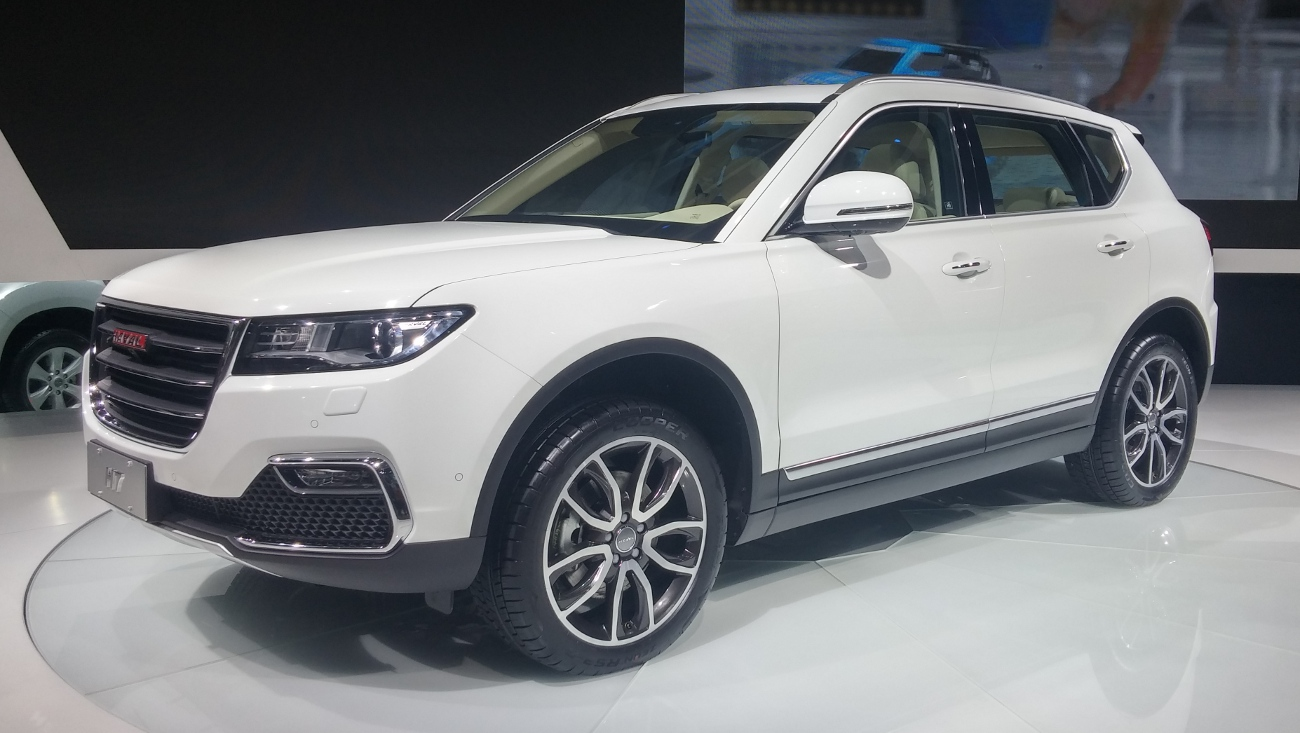
Haval H7
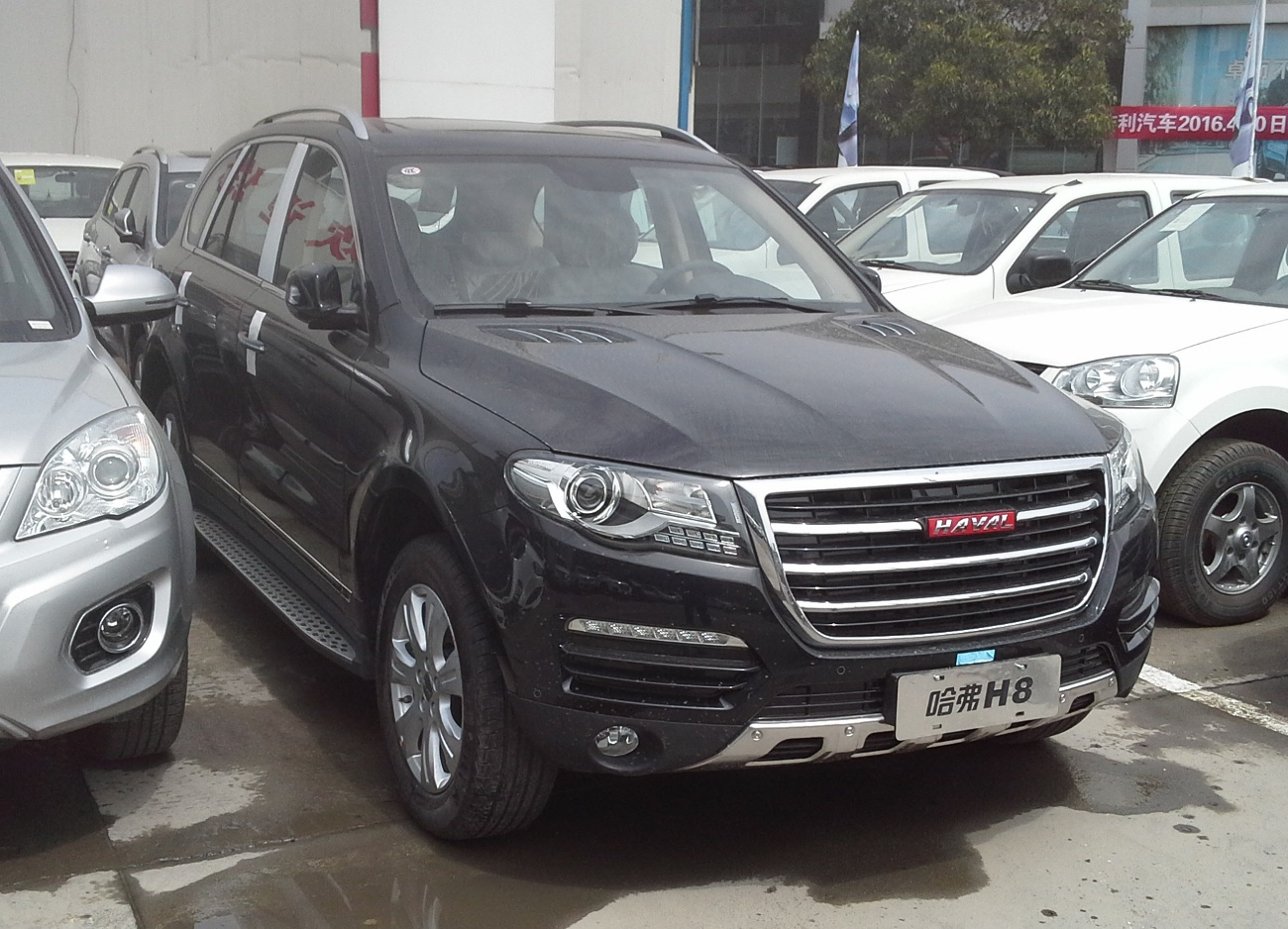
Haval H8
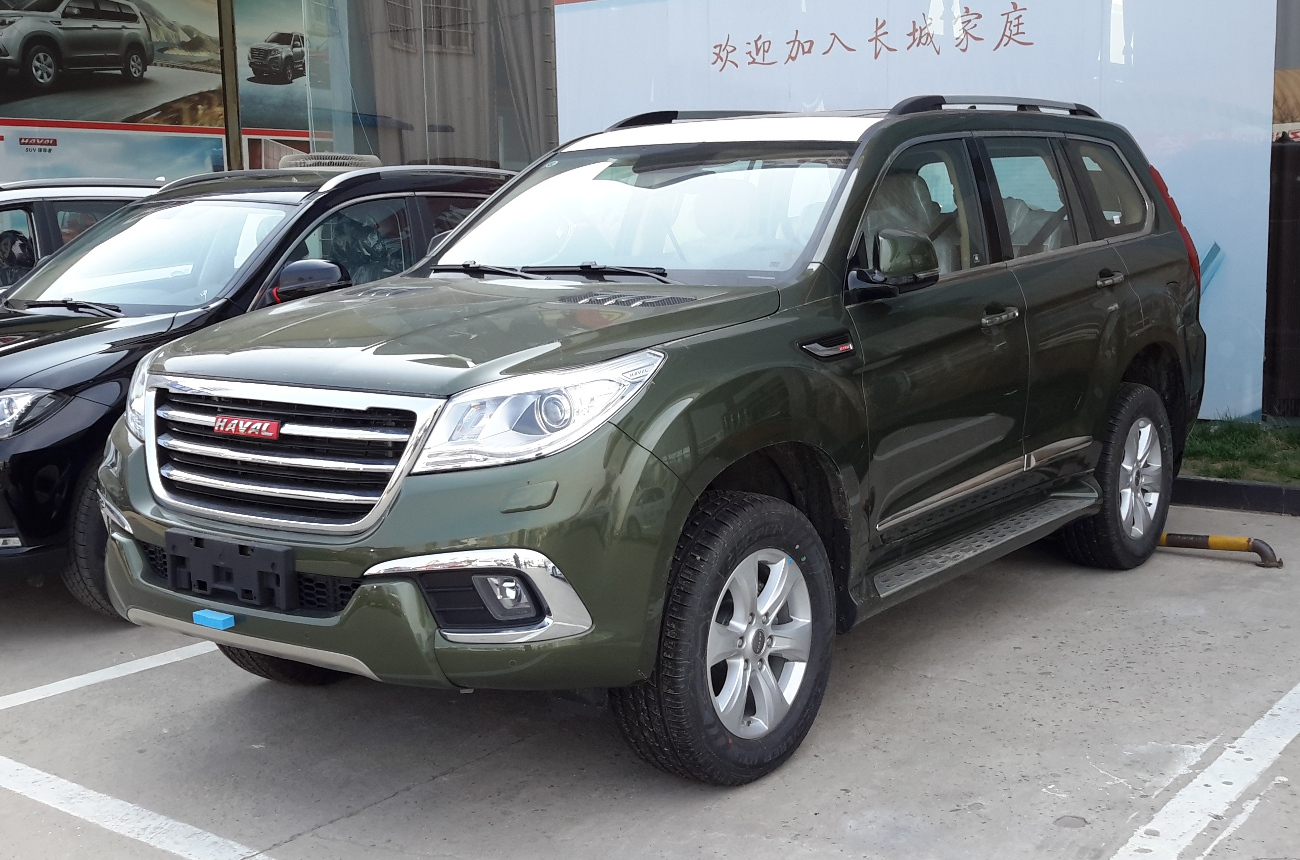
Haval H9
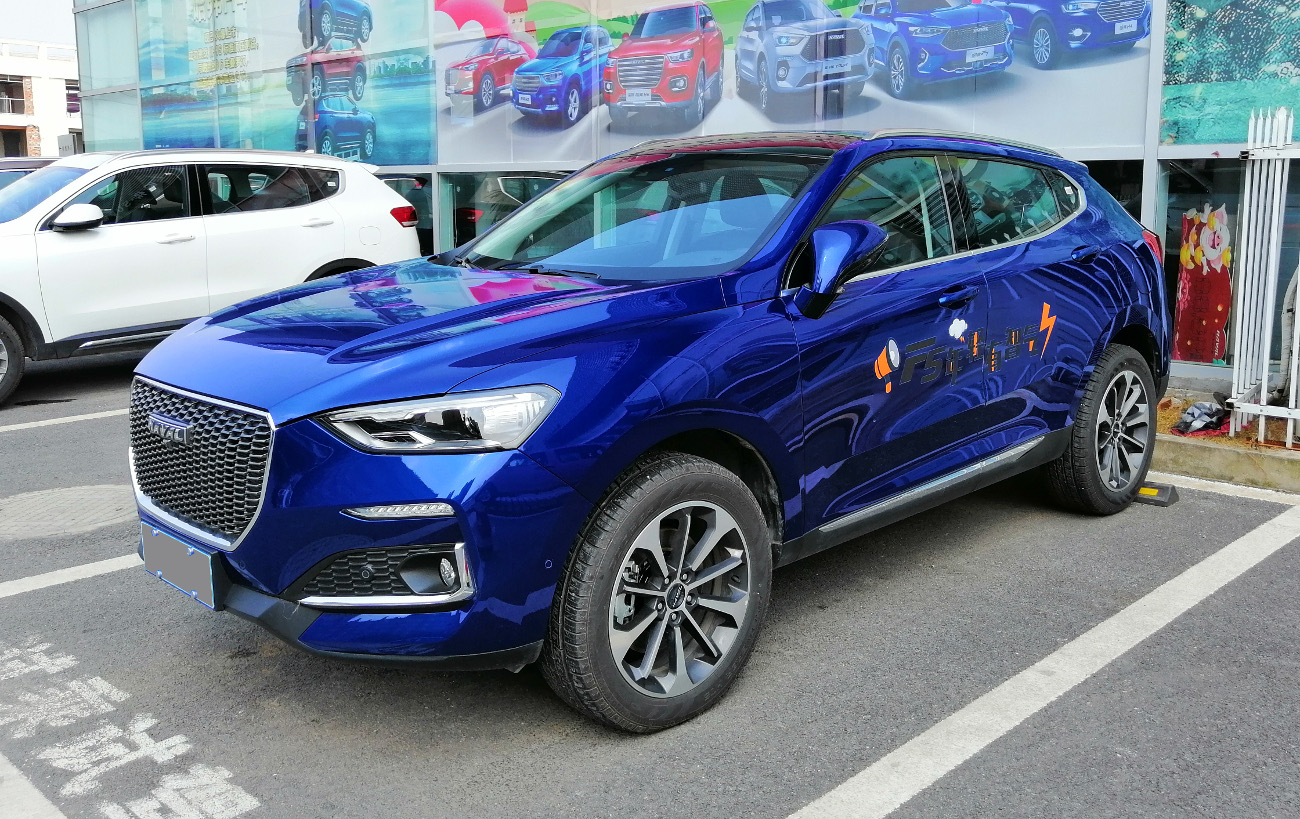
Haval F5
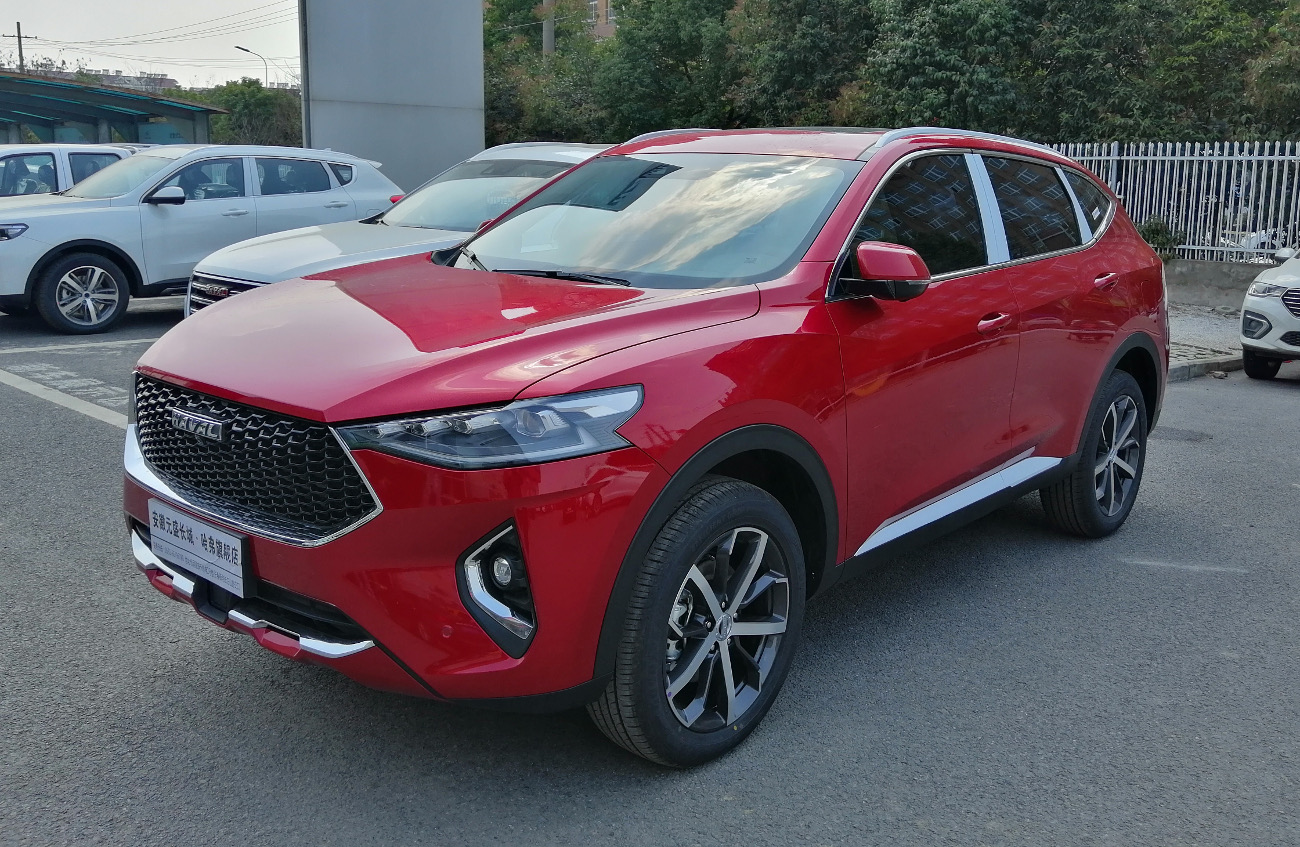
Haval F7
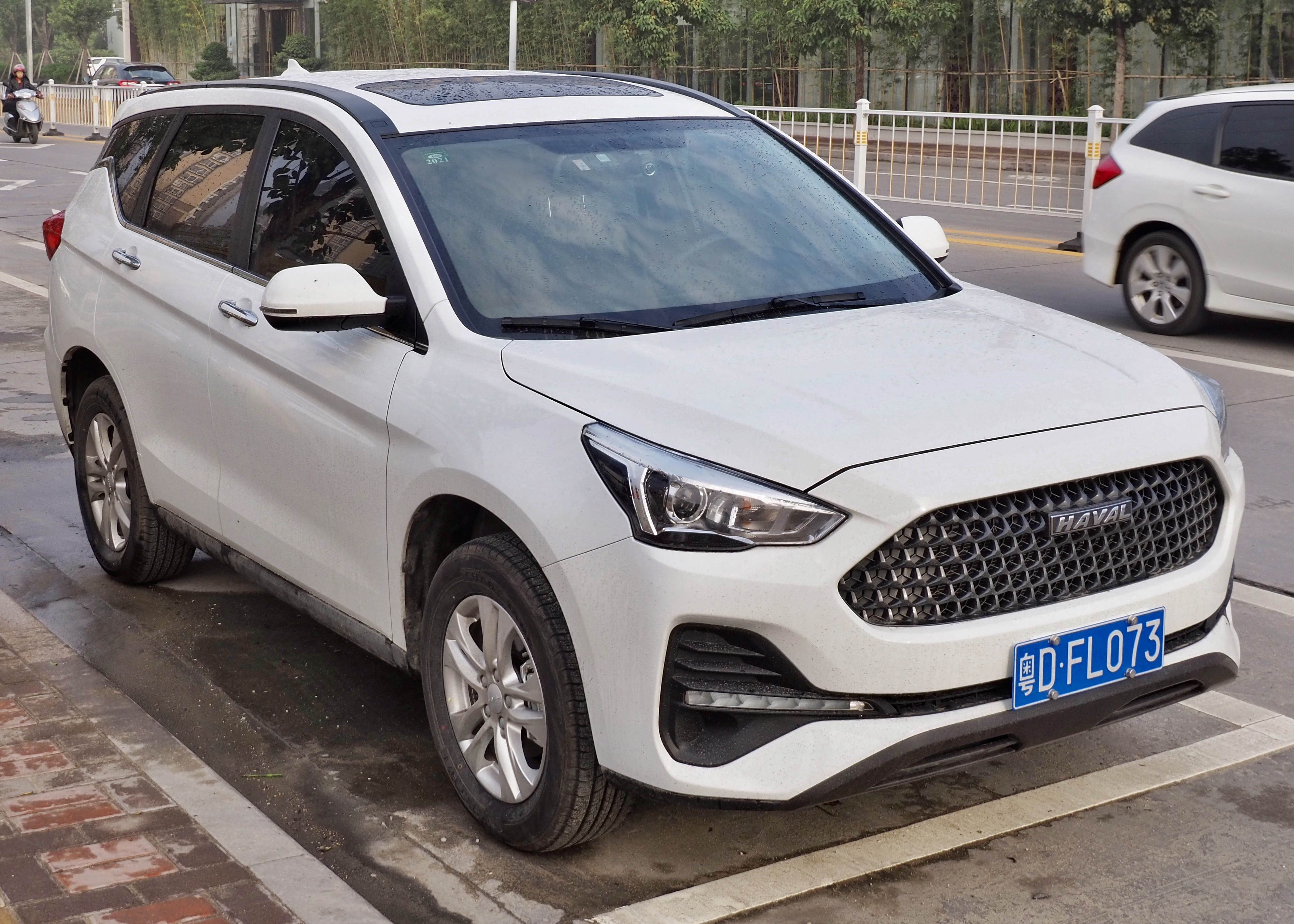
Haval M6
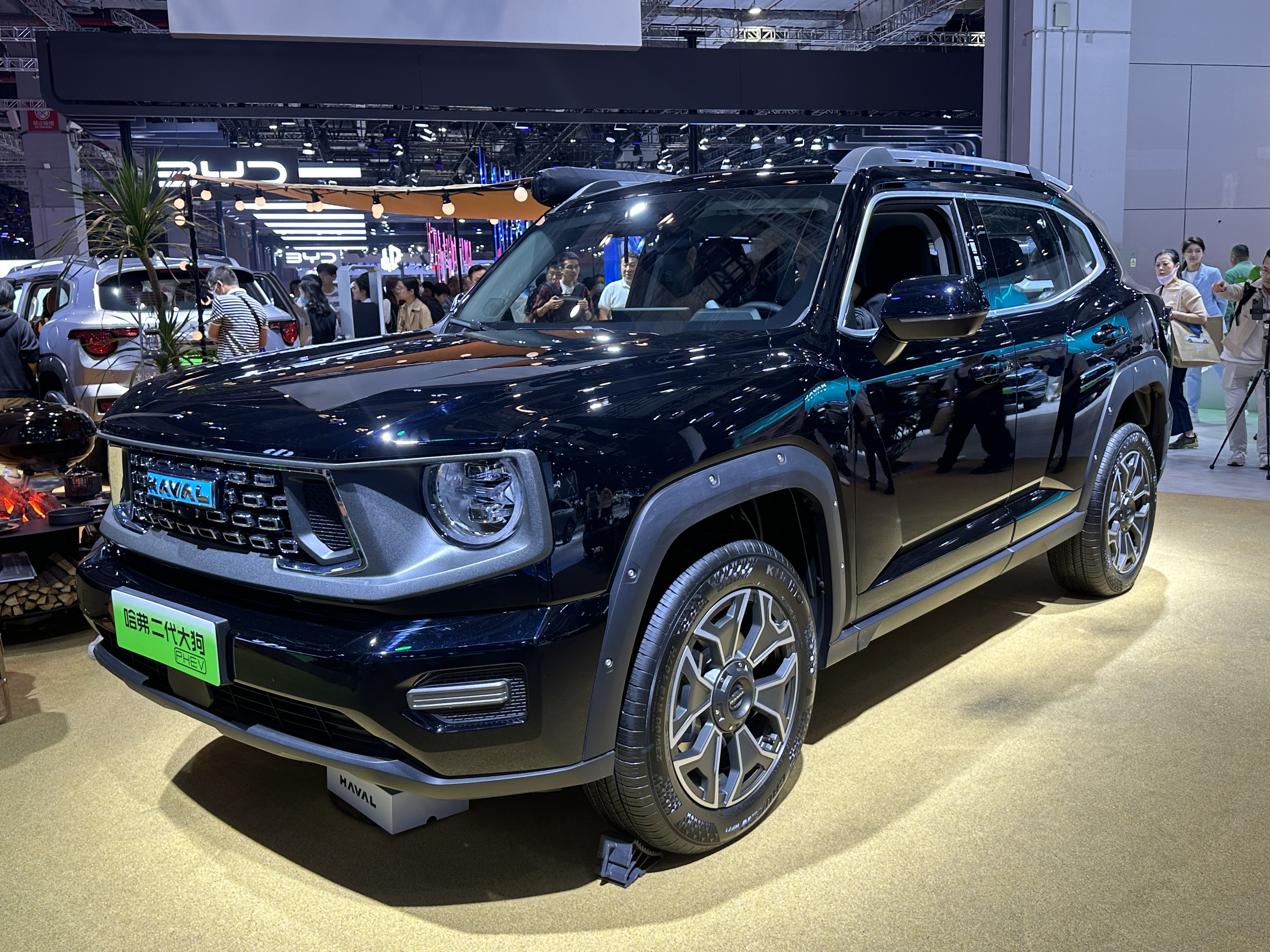
Haval Big Dog II
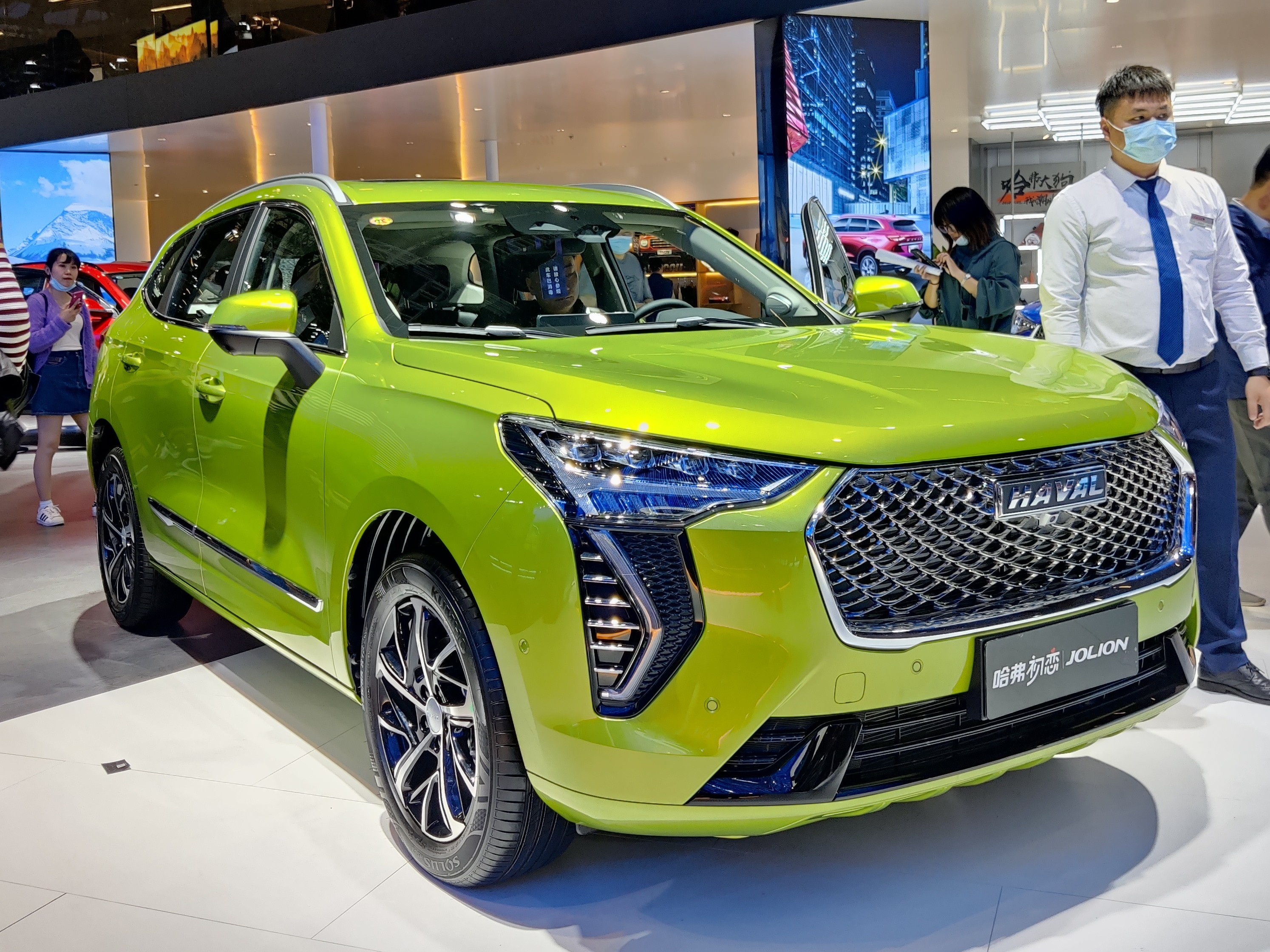
Haval Jolion
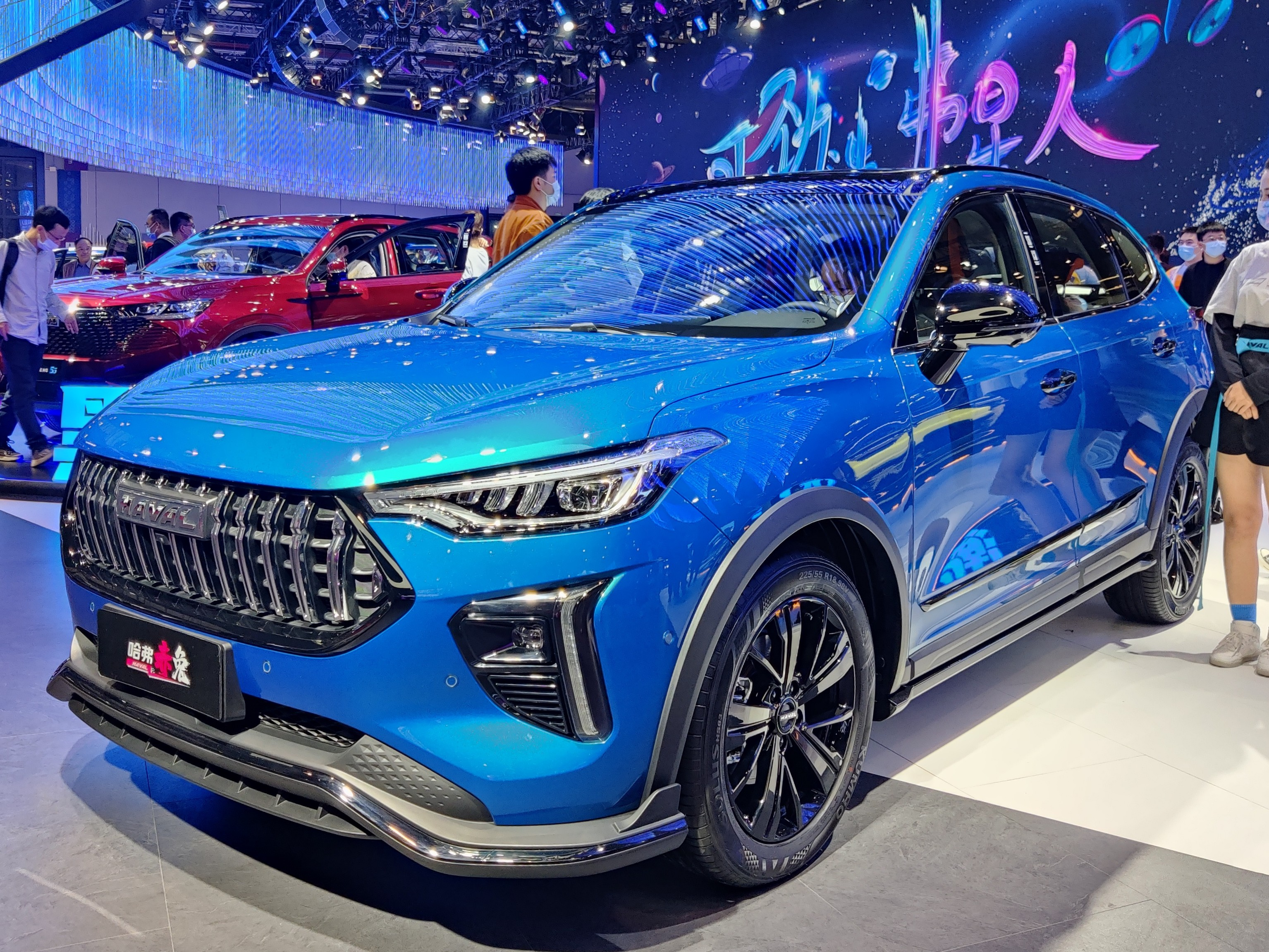
Haval Chitu
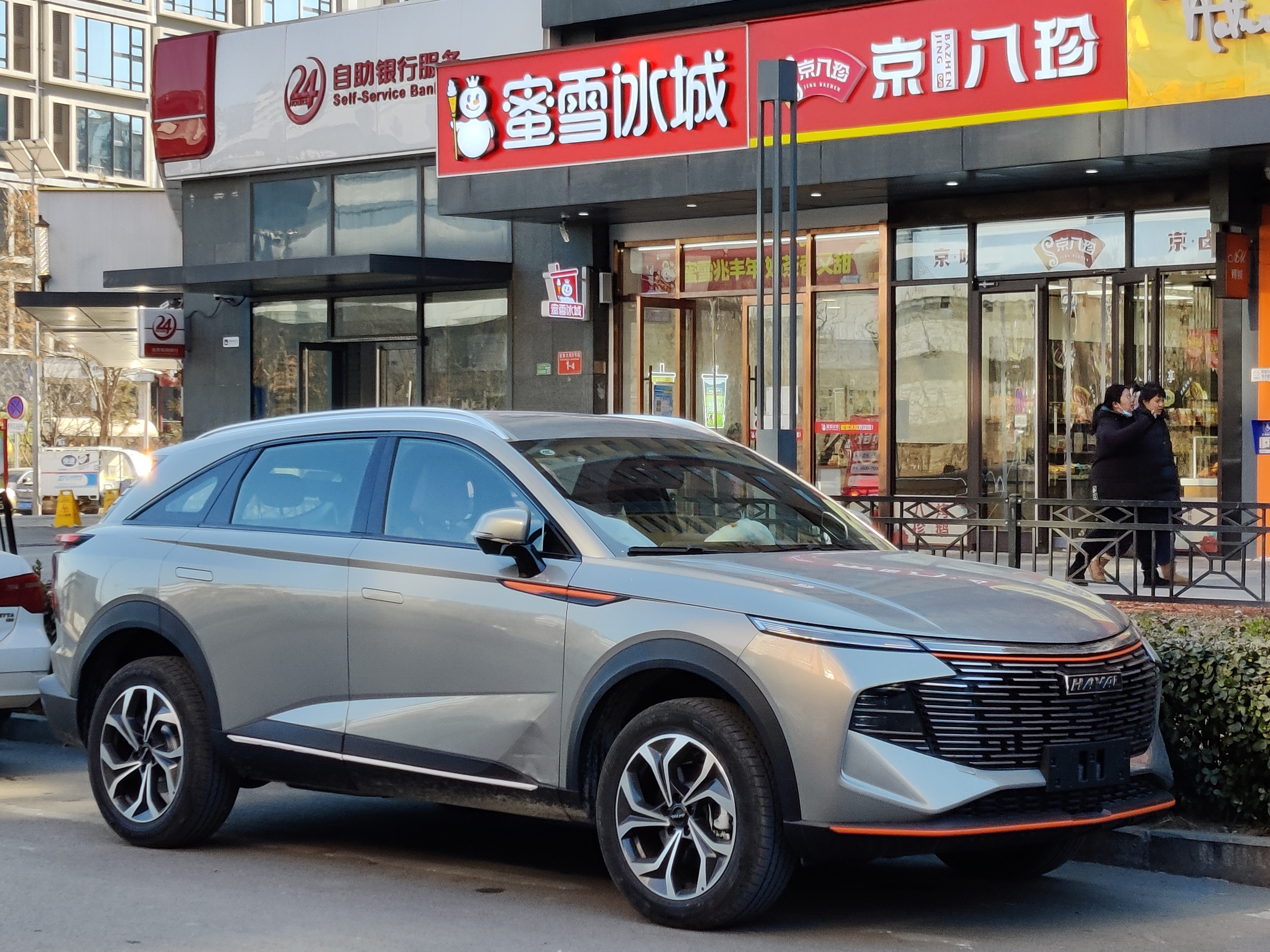
Haval Shenshou
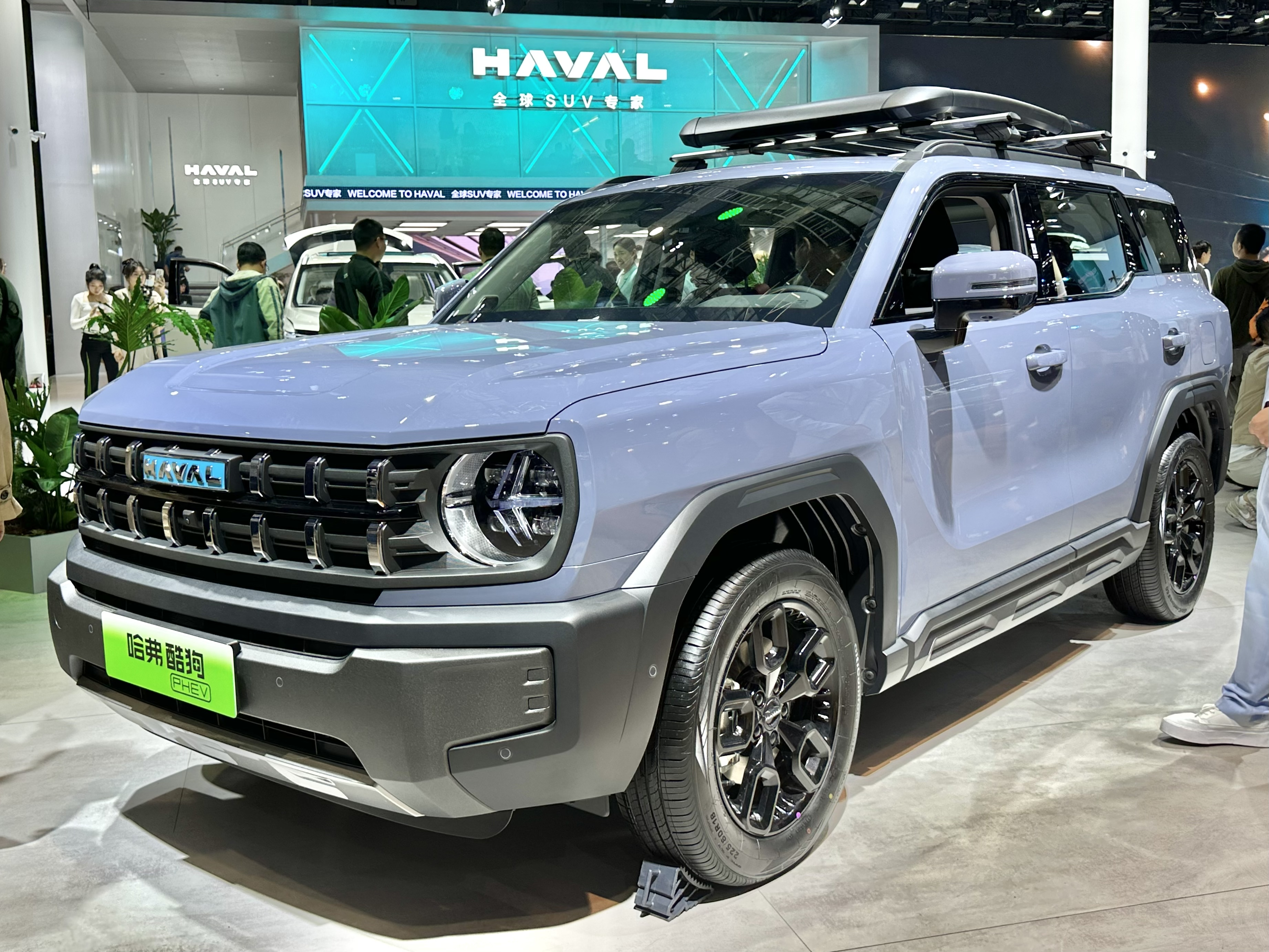
Haval Cool Dog
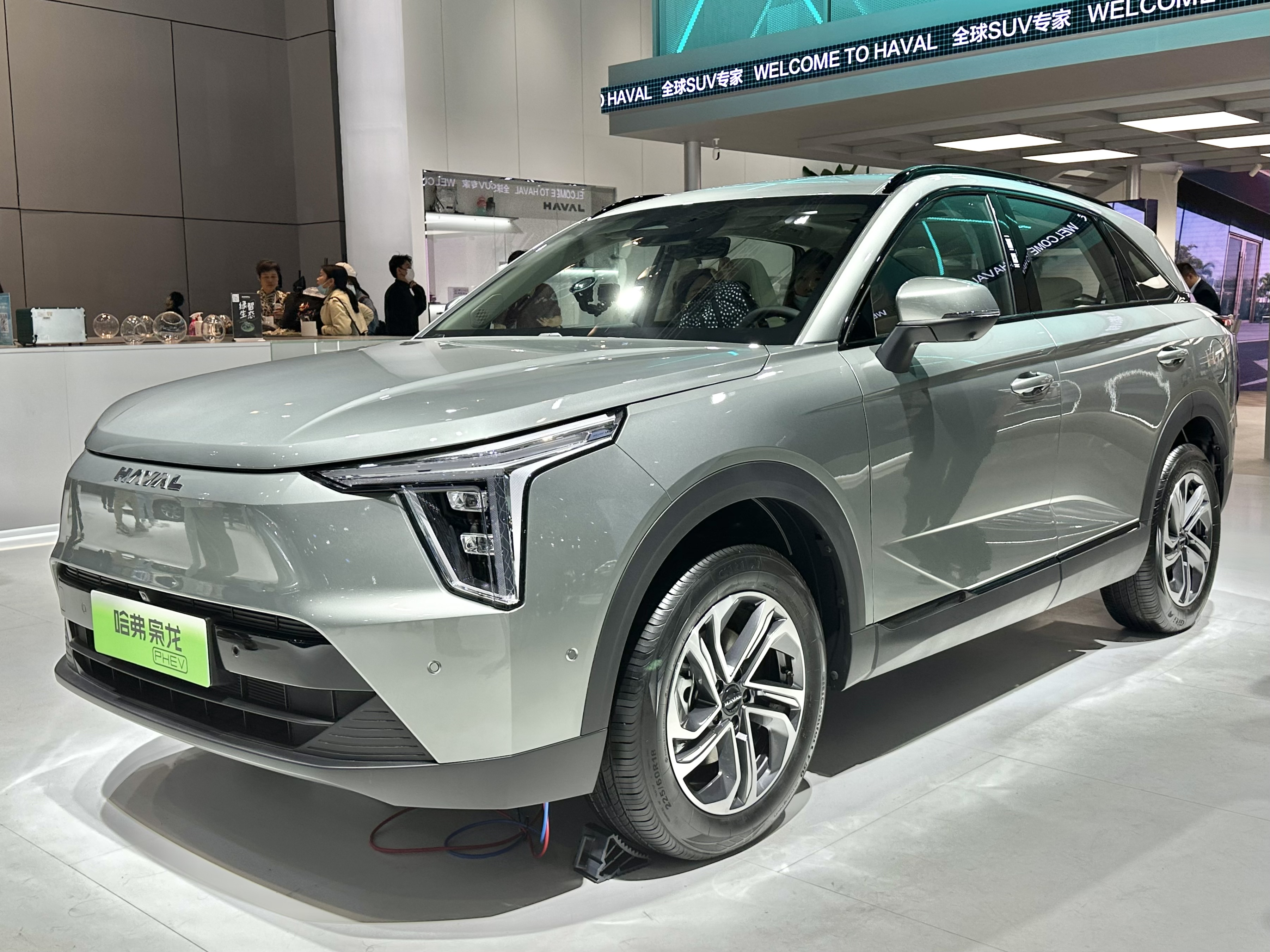
Haval Xiaolong
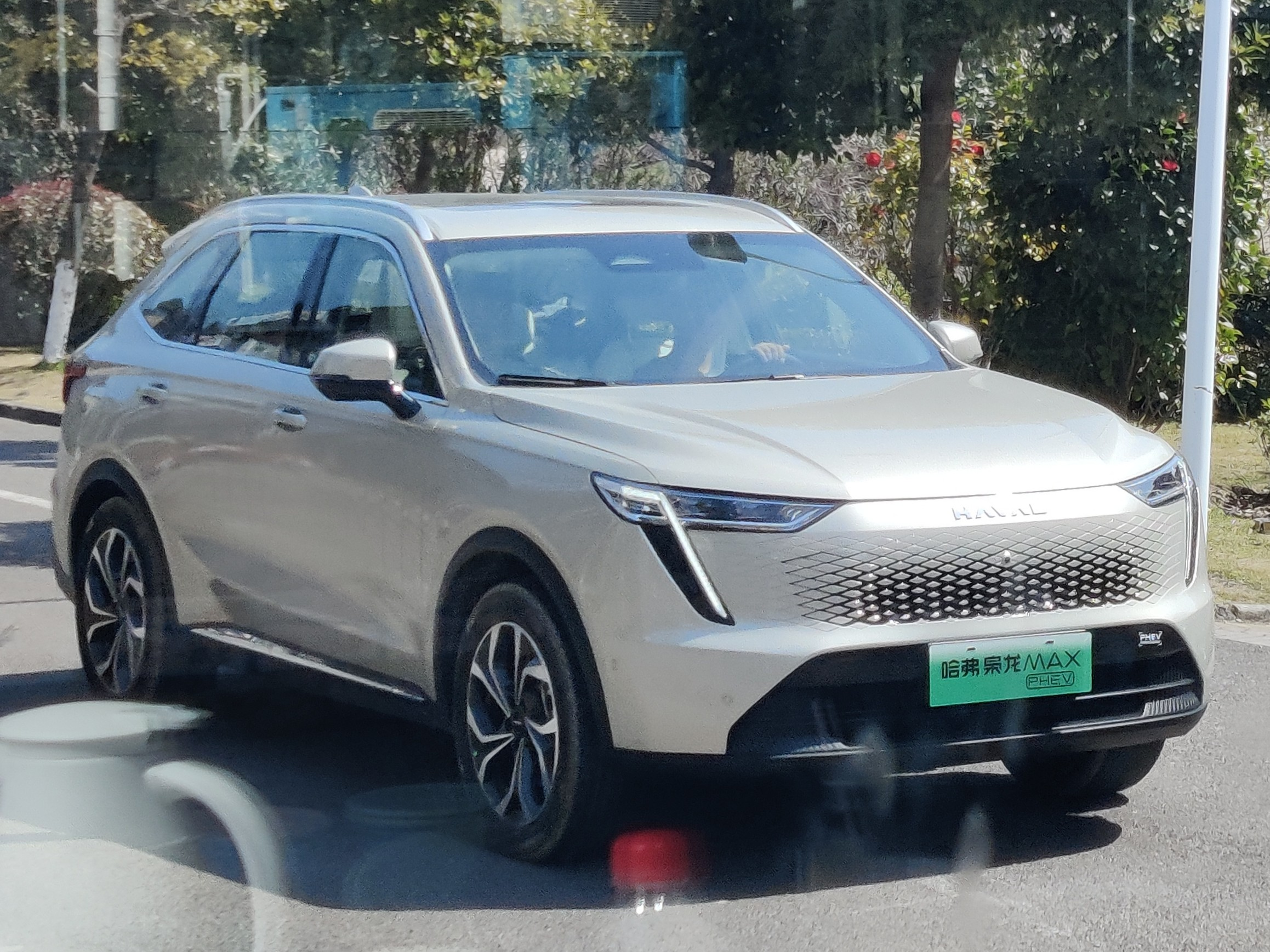
Haval Xiaolong Max

## Ventas
| Año  | Ventas  |
| ---- | ------- |
| 2013 | 208.652 |
| 2014 | 382.071 |
| 2015 | 640.200 |
| 2016 | 789,164 |
| 2017 | 849.554 |
| 2018 | 766.062 |